# Boom Pam
Boom Pam – izraelski zespół muzyczny. Powstał w 2003 roku. Ich muzyka to zlepek charakterystycznych brzmień kultur zgromadzonych wokół basenu Morza Śródziemnego i Półwyspu Arabskiego. Bazę instrumentalną stanowi rock wymieszany z muzyką folkową rejonów południowo-wschodnich krańców Europy i Bliskiego Wschodu. Czerpią z kultury greckiej, krajów bałkańskich, muzyki klezmerskiej oraz arabskiej.
Zespół wystąpił w Polsce podczas drugiej edycji festiwalu Off Festival w Miejskim Centrum Kultury w Mysłowicach  19 sierpnia 2007 roku. Członkami zespołu są Yuval „Tuby” Zolotov, Dudu Kohav, Uzi Feinerman i Uri Brauner Kinrot.
Dyskografia:
- Boom Pam (2006)
- Puerto Rican Nights (2008)
- Alakazam (2010)